# سبد أحمر العنق
السُبد أحمر العنق (الاسم العلمي: Caprimulgus ruficollis) هو أكبر السُبدان في أوروبا. يُفرخ في شبه الجزيرة الأيبيرية وشمال أفريقيا، ويشتو في غرب إفريقيا الاستوائية.